# Geoffrey Bradford
Geoffrey Reginald William Bradford (Bristol, 18 luglio 1927 – Bristol, 30 dicembre 1994) è stato un calciatore inglese, di ruolo attaccante.

## Carriera

### Club
Ha giocato dal 1949 al 1964 solo con i Bristol Rovers, segnando 242 reti in 462 presenze.

### Nazionale
Il 2 ottobre 1955 ha giocato una partita con la Nazionale inglese, contro la Danimarca, segnando il goal del 5-1.

## Palmarès

### Club

#### Competizioni nazionali
- Third Division: 1

Bristol Rovers: 1952-1953